# 上海磁悬浮事件
上海磁悬浮事件是指2008年1月上海市計劃向西延长磁悬浮线路而引發的沿线小区部分市民的集体散步游行。

## 背景
沪杭磁浮上海机场联络线，原名上海机场快速公交系统，是沪杭磁悬浮交通项目的一部分。线路自既有磁浮上海示范线龙阳路站至虹桥综合交通枢纽，全长约31.8km。线路主要沿现有城市道路、铁路、河道等交通走廊布线，自既有龙阳路站向西，经龙阳路、白莲泾至世博园区后，以隧道方式穿越黄浦江，再沿铁路新日支线进入上海南站，出南站后沿沪杭铁路至地铁莲花路站，上跨沪闵路沿淀浦河北岸，至沪杭铁路外环线后向北至虹桥综合交通枢纽。2006年10月12日，上海机场快速公交系统浦东段（一期）启动拆迁工作，对龙阳路站沿龙阳路、白莲泾至世博园区批准红线范围内的房屋进行征收。2007年1月11日，耀华支路越江隧道工程（浦西段）临时施工用地启动拆迁工作，对民航中专宿舍楼，机场新村部分房屋进行征收。2007年1月25日，上海机场快速公交系统（徐汇段）工程启动拆迁工作。
全线节点工程——耀华支路越江隧道，其浦西段工程，已于2006年6月18日开工，采用日本进口的14.88米超大直径盾构机，于2007年10月24日开始盾构推进。
2007年11月，春申塘因居民反对高压线建设发生春申高压线事件， 该区段虽不在磁悬浮沿线附近，亦有部分磁悬浮沿线附近居民声援。

## 事件经过
2007年12月29日，沪杭磁悬浮上海段在上海城市规划网站低调公示
2008年1月2日，沪杭磁浮上海机场联络线（龙阳路站-虹桥综合交通枢纽）环境影响报告书（简写本）公示
由于公布的上海向西延长磁悬浮线路（上海南站—虹桥交通枢纽）主要是闵行区淀浦河段和七宝段距离某些小区最近只有30米，沿线居民甚为担心磁悬浮对身体带来的危害。而此次上海市政府动迁范围是沿磁悬浮交通线22.5米内。
民间认为，根据《上海市城市规划管理技术规定（土地使用 建筑管理）》（2003年10月18日上海市人民政府令第12号发布）第四十二条 “沿磁悬浮交通线两侧新建、改建、扩建建筑物，其后退轨道中心线距离除有关规划另有规定外，不得小于50米。沿地面和高架轨道交通两侧新建、改建、扩建建筑物，其后退线路轨道外边线外侧距离除规划另有规定外，不得小于30米。”之规定，就算这条磁悬浮速度再慢，它仍属磁悬浮交通线，则退让距离小于50米的“22.5米”动迁范围是非法的。
从2008年1月6日开始，数千沿线居民高喊“反对磁悬浮，保卫家园”的口号，在闹市区游行，并发展成为每天晚上的“散步”游行。
2008年1月6日11时，数千居民聚集于上海南方商城手持标牌“散步”。因集会事前未获批准，人群与前来劝阻的警察产生摩擦，约1小时后散去。到了15时许，又有近万人聚集于徐家汇、人民广场前高喊“反对磁悬浮、保卫家园”的口号，直到23时左右才散去。部分居民甚至在屋外挂出标语，请领导“救救我们”。一名居民表示，现时磁悬浮技术不成熟，对人体的危害仍存争议，呼吁当局停建该项目。
2008年1月12至13日，数千民众聚集在人民广场和南京东路步行街进行游行。政府部门设置了意见征集点。
2008年3月6日，上海市市长韩正在京出席十一届全国人大一次会议期间回答记者提问时说，沪杭磁悬浮上海机场联络线工程目前仍在论证过程中，不在上海确定的2008年全市重大工程之列。他说，今年上海确定的2008年全市重大工程67项，其中有续建的，也有新开工的，“还没有论证完的就不在这67项工程之内。”
2008年3月25日，项目业主因故决定，耀华支路越江隧道暂停施工。此时盾构机已掘进拼装完251环，安排其原地停顿，先对301环处地基加固施工，再让盾构掘进至加固区停顿。至10月28日，盾构又继续掘进，穿越了邮局及金龙花苑。
2008年6月12日上海《新闻晨报》报道，就备受关注的上海磁悬浮环评进展，市环保局副局长、新闻发言人方芳昨日在市政府例行新闻发布会上表示，环评仍在研究中。方芳说，所有的建设项目，只要在环境保护评价目录单上的，都将严格按照国家的法律法规做好环境评价工作。关于磁悬浮，市政府已经明确，也就是说继续研究、继续深化。　

## 事件后续
浙江省于2008年8月18日发布重大项目建设行动计划（2008－2012），一直备受瞩目的沪杭磁悬浮和沪杭客运专线等项目同时“榜”上有名，而且建设年限、总投资等“指标”有了详尽答案。其中，沪杭磁悬浮2010年开始建设，沪杭客运专线2009年开建。 
尽管2010年3月两会期间，铁道部总规划师郑健向媒体透露，沪杭磁悬浮项目的立项已获批复。但同年3月中旬，《中国新闻周刊》的记者联系浙江省发改委、上海市发改委等部门时，发现对沪杭磁悬浮项目，却发现这些分管沪杭磁悬浮项目的部门和负责人都不愿多谈这个项目。
2010年4月1日，《中国新闻周刊》刊登有关沪杭磁悬浮项目的报道，称项目浙江方产权主体，浙江省铁路投资集团有限公司对杂志表示，“至今尚未接到投资方案”。该公司董事长余健尔也在不同场合证实，沪杭磁悬浮项目不可能在2010年开工，因为“根本还没谈到开工时间、建设金额等具体细节。”
《中国新闻周刊》专访国家发改委交通运输司前司长王庆云时，王表示，“鉴于磁悬浮具有试验性质，国家发改委对其‘报告’无权审批，还需上报国务院。”
资料显示，作为目前中国唯一的磁悬浮线路，连接上海浦东国际机场和地铁2号线龙阳路站的上海机场磁悬浮线路建成后，一直处于亏损状态，这条线路全长31公里，设计运行最高时速可达431公里，单线运行时间为7分20秒。有媒体披露其运营机构上海磁浮公司财务报表，称2005年和2006年，公司分别亏损4.4亿元和3.93亿元。2007年亏损4.62亿元，2008年亏损达5.61亿元。
虽然之后多方对沪杭磁悬浮项目有不同的说法，一般流行的说法是，由于沪杭客运专线（高速铁路）已于2009年2月26日提前动工，沪杭磁悬浮项目已经被无限期搁置，而机场联络线工程则暂时被上海轨道交通市域线机场联络线代替。
2020年9月30日，龙华排水调蓄工程专项规划公示，指出原耀华支路隧道将改造为初期雨水调蓄管道。该工程已于2021年1月25日获批。

### 引用
1. ↑  郑卫. . 城市规划. 2011, 35 (02). CNKI CSGH201102020.
2. ↑  上海耀华支路越江隧道超深盾构始发井施工技术
3. ↑  .   [2022-03-20]. （原始内容存档于2013-04-03）.
4. ↑  .   [2009-06-22]. （原始内容存档于2012-08-18）.
5. ↑  . 南方日报. 2008-01-14. （原始内容存档于2023-06-01）.
6. ↑  . 新华社. 2008-03-06. （原始内容存档于2008-03-11）.
7. ↑  . 2017-03-10. （原始内容存档于2025-01-20）.
8. ↑  .   [2013-10-09]. （原始内容存档于2020-11-03）.
9. ↑  .   [2009-05-18]. （原始内容存档于2009-03-02）.